# Hófehérke – A terror meséje
A Hófehérke – A terror meséje (eredeti cím: Snow White: A Tale of Terror) egy 1997-es amerikai thriller, Michael Cohn rendezésében.

## Cselekmény
Frederick Hoffman, és terhes felesége Lilliana épp úton vannak, amikor farkasok támadják meg a kocsijukat. Az asszony súlyosan megsérül, és megkéri férjét hogy végezzen császármetszést hogy megmentse születendő gyermeküket, feláldozva életét. Évekkel később Frederick újból megnősül, elveszi Lady Claudia-t, aki öccsével Gustavval érkezett. A nő kedves a kis Lilli-hez, aki pedig egyáltalán nem szíveli mostoháját. Az esküvő éjszakáján a kislány elbújik Claudia szobájában, és a dadusa őt keresve bemegy a szobába, és megnézi az úrnő tükrét, majd szörnyethal.
9 évvel később Lilliana gyönyörű nővé serdül, Claudia pedig várandós egy fiúval. Egy esti ünnepéjen Lilli édesanyja régi ruhájában jelenik meg, a mostohaanyja pedig úgy felzaklatja magát, hogy megindul a szülés, a fiú halva születik meg, és a nőnek nem lehet több gyermeke. Lilliana próbál békét kötni vele, és látszólag sikerül neki. Mialatt az udvarban várja kedvesét, megtámadja őt Gustav, akit nővére kért meg, hogy ölje meg a lányt. Lilli sikeresen elmenekül a sűrű erdőbe. Claudia egy vadkan szívét kapja meg, melyet megfőz és megesz, abban a tudatban hogy az mostohalányáé. Azonban a varázstükre elmondja az igazságot, és az asszony halálba kergeti az áruló öccsét. Időközben hét durva bányász találja meg a rémült Lilli-t, akit szárnyaik alá vesznek. A gonosz Claudia, boszorkányságát használva, beomlassza a bányát, ahol a férfiak dolgoznak, de ők és Lilli és megmenekülnek, egy kivétellel. A lány kedvese, Dr. Guttenberg visszatér a kastélyba, melyet elhagyatottan talál, csak Claudia-t, aki azt állítja hogy a szolgák pestisben meghaltak. Praktikáit ismét bevetve, megpróbál a lány életére törni, mikor fákat borigat ki az erdőben, de sikertelenül. Úgy dönt, hogy feltámasztja fiát, melyhez férje ondója, és vére is kell. Lilli eközben beleszeret a sebhelyes arcú Will-be. A szertartás előtt öregasszonynak álcázva magát, Claudia egy almát ad Lillinek, aki miután beleharap "meghal". A bányászok, miután Dr. Guttenberg megállapítja hogy a lány halott, üvegkoporsóba helyezik, de mielőtt eltemetnék Will észreveszi hogy a halott kinyitotta a szemét, és kiemeli a koporsóból, majd rázni kezdi. Végül Lilli újra életre kel.
Guttenberg visszaviszi a lányt a kastélyba, hogy megmentsék Frederick-et, majd Will is megjelenik. Claudia végez a doktorral, majd szembeszáll mostohalányával, aki egy tőrt szúr az asszony tükrébe, melynek hatására éveket öregedik, majd a tükör apró darabokra hullik, és belerepül a boszorkányba, aki felgyúllad.
Lilli és Will kimenti Frederick-et a kastélyból, miközben Claudia halálra ég, odakint pedig esni kezd a hó.

## Szereplők
| Szereplő           | Színész           | Magyar hang     |
| ------------------ | ----------------- | --------------- |
| Claudia Hoffman    | Sigourney Weaver  | Kovács Nóra     |
| Friedrich Hoffman  | Sam Neill         | Csernák János   |
| Will               | Gil Bellows       | Selmeczi Roland |
| Kicsi Lilliana     | Taryn Davis       |                 |
| Lars               | Brian Glover      |                 |
| Peter Gutenberg    | David Conrad      | Rékasi Károly   |
| Lilliana Hoffman   | Monica Keena      | Zsigmond Tamara |
| Rolf               | Anthony Brophy    |                 |
| Nannau             | Frances Cuka      |                 |
| Konrad             | Chris Bauer       |                 |
| Bart               | John Edward Allen |                 |
| Gustav             | Miroslav Táborský |                 |
| Scar               | Andrew Tiernan    |                 |
| Gilbert atya       | Bryan Pringle     |                 |
| Elsa, szolgálólány | Dale Wyatt        |                 |
| Lilliana           | Joanna Roth       | Biró Anikó      |